# 微小紡錘形噬菌體科
微小紡錘形噬菌體科（学名：Fuselloviridae）是雙鏈DNA病毒中的一個科，該類病毒外觀呈紡錘狀，主要感染於古細菌。

## 下属分类
本科包括以下属：
- Alphafusellovirus
- Betafusellovirus
- 微小紡錘形噬菌體屬 Fusellovirus ，代表種：硫化裂葉噬菌體(Sulfolobus virus SSV1)